# Château des Roches (Mayenne)
 (août 2015).
Le château des Roches est un château situé en Mayenne, à Louvigné.

## Histoire
Auguste Simon du Tertre habite le château dès 1834. Il le vend en 1842 à Louis du Mans de Chalais. Après un séjour en Écosse, Louis du Mans de Chalais le transforme pour lui donner son aspect actuel, qui ressemble à un château écossais.

## Source
- « Château des Roches (Mayenne) », dans Alphonse-Victor Angot et Ferdinand Gaugain, Dictionnaire historique, topographique et biographique de la Mayenne, Laval, A. Goupil, 1900-1910 [détail des éditions] (BNF 34106789, présentation en ligne)